# Nekomajin
Nekomajin o Neko Majin (ネコマジン?) es una serie de manga de historias cortas creadas por Akira Toriyama, cuenta con 8 capítulos publicados entre 1999 y 2005 en las revistas Shōnen Jump y Shōnen Jump mensual. Las historias fueron luego publicadas en un único volumen Kanzenban el 4 de abril de 2005. En junio de 2006, Planeta DeAgostini editó los ocho capítulos de Nekomajin en un tomo único, idéntico al de la edición japonesa. El manga comprende tres historias diferentes, que tienen en común que sus protagonistas son Neko Majin, los capítulos de cada historia son titulados simplemente por el nombre de esta, seguida por el número de capítulo si es superior a uno.

## Nekomajin ga iru
La primera historia llamada Nekomajin ga Iru (ネコマジンがいる?  Nekomajin está aquí) consta de dos capítulos publicados en la revista Shōnen Jump en los números 22･23 y 37･38.

### Argumento
La primera historias hablan sobre un Nekomajin (gato-mago) y su encuentro con unos ladrones, quienes terminan siendo engañados por el gato. Más tarde liberan un demonio que estaba encerrado en una piedra y Nekomajin tiene que vencerlo para volverlo a sellar, cobrándole una gran cantidad de dinero a los ladrones. La segunda historia cuenta el encuentro de Nekomajin y Pete Kobayashi con un grupo de alienígenas que venían a investigar la tierra, aunque huyen asustados por el poder de sus habitantes.

### Personajes
- Nekomajin (ネコマジン?). Es un Nekomajin celeste muy similar a Z, excepto porque solo viste un chaleco color morado, unos brazaletes y botas. Es fuerte y es capaz de realizar el Neko Hame Ha, un ataque similar al Kame Hame Ha, también es muy engañoso y cobra dinero por hacer cualquier favor.
- Demonio (悪魔 Akuma?). Un demonio atrapado en una roca, es liberado cuando alguien toca la roca. Si es vencido vuelve una vez más a forma de roca. Nekomajin mantiene la roca sobre un tronco con un letrero de «No tocar».
- Pete Kobayashi (小林ピート Kobayashi Pīto?). Es un joven defensor de la paz y los inocentes; aunque Nekomajin lo considera su  rival, Pete está convencido de que el gato es un ser malvado. Viste un chándal, un casco y unos lentes, es suficientemente fuerte para hacerle frente a Nekomajin y puede lanzar esferas de energía.
- Extraterrestres Roud (ラウド星人 Raudo Seijin?). Son un grupo de alienígenas que intentan invadir la tierra, un par de ellos bajan a investigar y se encuentran con Neko Majin y Pete, al ver lo fuertes que son huyen y cancelan la invasión. Ya han aparecido antes en el one shot de Toriyama Awawa World y en Dr. Slump.

## Nekomajin Mike
La segunda historia, Nekomajin Mike (ネコマジンみけ?), cuenta con un único capítulo publicado en la revista Shōnen Jump en el número 37･38.

### Argumento
El Nekomajin de esta historia es de color blanco con una mancha oscura en la cabeza. Tras pasar 31 años dormido se encuentra, poco después de despertar, con un viejo amigo suyo convertido en adulto y en profesor: Kojiro. Nekomajin se encarga de que Kojiro confíe más en sí mismo haciéndole creer que ha derrotado a un monstruo y que es muy fuerte, aunque fue en realidad Nekomajin quien derrotó a ese monstruo. Después le hace un favor a Kojiro convirtiéndose en él para dar una clase de matemáticas en la que sorprende a sus alumnos con su extraño comportamiento. Mientras está en el recreo con ellos, descubre que Kojiro ha aprovechado el tiempo libre para meterse en problemas llevado por el exceso de confianza que Nekomajin le infundió. Nekomajin soluciona el problema metiéndose en el cuerpo de Kojiro dando una tunda a los mafiosos con los que negociaba. A partir de ese momento, Kojiro sería muy querido y respetado por sus alumnos.

### Personajes
- Nekomajin Mike (ネコマジンみけ?)
- Kojirō (コジロー?)
- Agarizame (アガリザメ?)

## Nekomajin Z
La tercera y última historia se llama Nekomajin Z (ネコマジン Z?) y fue publicada en cinco capítulos en la revista Shōnen Jump mensual entre junio del 2001 y febrero del 2005, y contiene muchos elementos parodiando otro manga del autor, Dragon Ball Z.

### Argumento
Z vive en un desierto y pasa los días junto a un niño indígena amigo suyo, cuando el o su amigo se encuentran con turistas, Z se disfraza de koala y les cobra por tomarse una foto con él. Siguiendo esto, un día se encuentran con Onio y su esposa, que quieren convertir la tierra en su residencia de verano. Z le toca los pechos a la mujer de Onio y éste se transforma en Supersaiyajin para luchar contra él, pero Z lo vence, de modo que el saiyajin y su mujer huyen. Días después, Onio vuelve buscando venganza junto a Kreezer, el hijo de Freezer. Pero Z los ignora y Kreezer y él no pueden terminar su combate y se quedan en la tierra. Meses después, Vegeta llega a la tierra buscando a Onio y Kreezer, Vegeta y Z se enfrentan, pero a Vegeta le surge una emergencia y se va del planeta. Tiempo después Usa Majin ataca a todos los Neko Majin y les roba sus Majindama, Usa Majin chantajea a Z para que le dé su Majindama, pero su amigo llama a Bu, quien derrota a Usa Majin. En el último capítulo, Son Gokū llega pidiendo ayuda a Z, para que cazara a un ratón que estaba en la casa del saiyajin. En este último capítulo aparecen también Chichi, el padre de Chichi, Goten, Pan y Ub, que también son incapaces de dar caza al ratón. Al final, Nekomajin Z se va junto a su amigo y un montón de regalos.

### Personajes
Aparte de los personajes originales de Nekomajin Z 3 personajes de Dragon Ball hacen un cameo en la historia: Vegeta, Majin Boo y Son Gokū.
- Nekomajin Z (ネコマジンZ?). Es un Nekomajin muy similar a Son Gokū, con bastón similar a Nyoibō y ataques con el estilo típico de Dragon Ball Z, como el Neko Hame Ha, parodia del Kame Hame Ha. Según el manga, Z es el más fuerte de los Neko Majin, como demuestra al transformarse en Supernekomajin y derrotar a los Supersaiyajin Vegeta y Onio, a Kuriza, e incluso empatar con Son Gokū. Su poder se basa en las Majindama,por lo que si pierde la suya se vuelve un gato normal.
- Joven (少年 Shōnen?)
- Onio (オニオ?)
- Kreezer (クリーザ Kurīza?)
- Thunderbolt (サンダーボルトSandāboruto?)
- Honey (ハニーHanī?)
- Usa Majin (ウサマジン?)